# ناحیه رنگ‌پور
ناحیه رنگ‌پور (به لاتین: Rangpur District) یک ناحیه در بنگلادش است که در استان رنگ‌پور واقع شده‌است.

## خصوصیات
ناحیه رنگ‌پور ۲٬۳۷۰٫۴۵ کیلومترمربع مساحت و ۲٬۸۸۱٬۰۸۶ نفر جمعیت دارد.